# Valvetronic

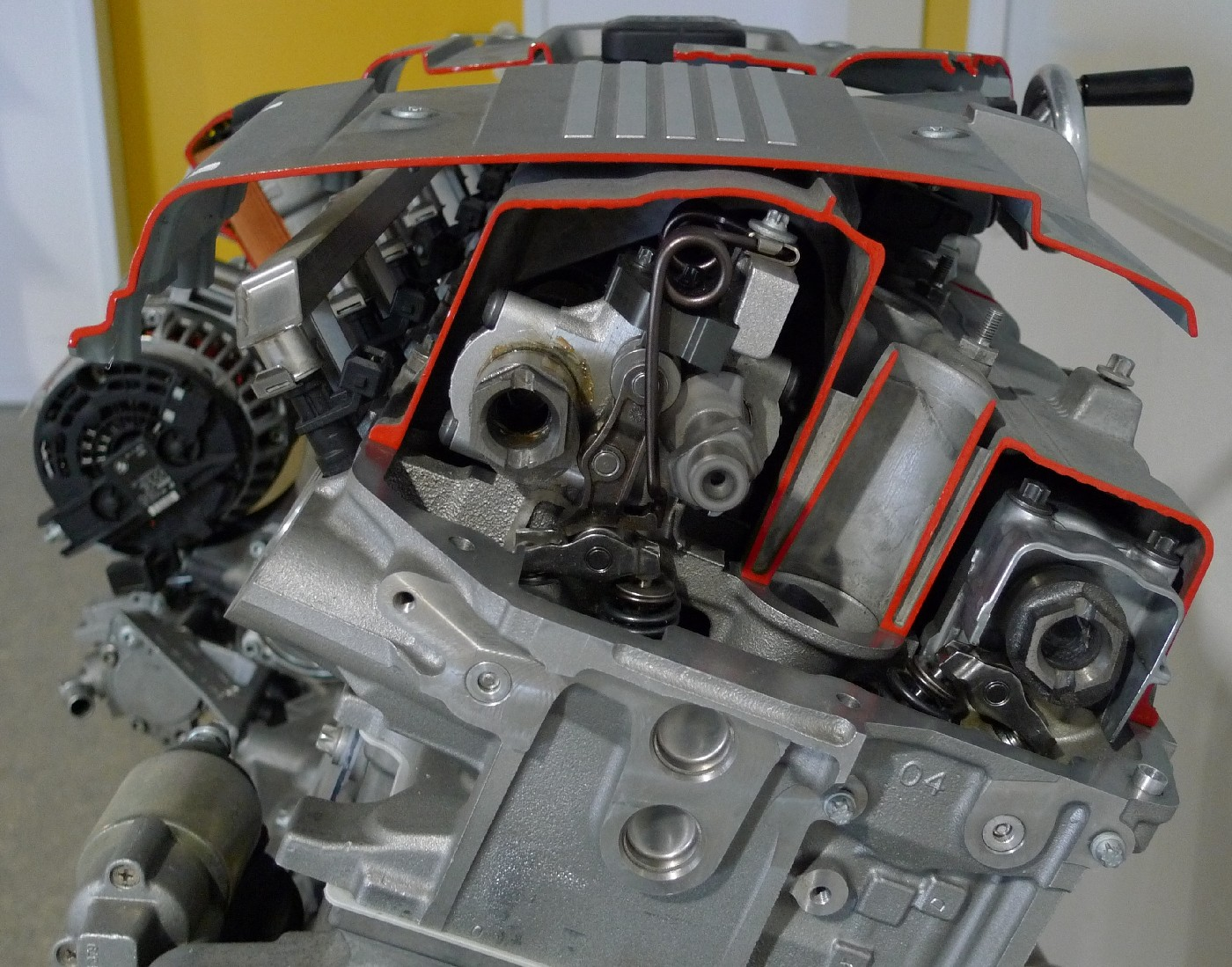
Valvetronic im BMW N52-Motor

Valvetronic (Eigenschreibweise: VALVETRONIC) ist eine Marke der BMW AG und die BMW-Bezeichnung für eine variable Ventilsteuerung von Ottomotoren. Sie wurde erstmals bei den ab 2001 erhältlichen 1,8-l- und 2,0-l-Vierzylinder-Motoren (BMW N42) des 316/318 Compact der E46-Baureihe eingesetzt. In dem 2013 eingeführten und 2023 noch laufendem Motor B48 ist ebenfalls die Valvetronic eingesetzt.
Die Ventile werden mit Rollenschlepphebeln über Zwischenhebel von der obenliegenden Nockenwelle betätigt. Der Zwischenhebel ist senkrecht neben der Nockenwelle angeordnet und stützt sich am oberen Ende an einem elektrisch verstellbaren Exzenter ab. Am unteren Ende trägt er eine Steuerkurve, mit der über den Schlepphebel das Ventil betätigt wird. Je nach Stellung des Exzenters kommt ein anderer Teil der Steuerkurve in Kontakt mit dem Schlepphebel. Sie verläuft zunächst flach und wird zum Ende hin steiler. Dadurch wirkt die Exzenterstellung auf den maximalen Ventilhub ein. Die Valvetronic kann den Ventilhub binnen drei Zehntelsekunden zwischen 0,25 mm und 9,8 mm regeln. Dazu verstellt ein Elektromotor von VDO die Exzenterwelle. Zusätzlich zur Ventilhub-Regelung wird bei den mit Valvetronic ausgerüsteten Motoren eine Verstellung der Steuerzeiten beim Ladungswechsel mittels Nockenwellenverstellung eingesetzt, von BMW VANOS genannt.
Mit dem variablen Ventilhub lässt sich die Einlassmenge regeln, sodass die Drosselklappe im normalen Betrieb nicht mehr benötigt wird. Die Drosselklappe wird nur in besonderen Betriebszuständen verwendet, etwa im Notlaufbetrieb.

## Effekte
Durch die drosselfreie Laststeuerung werden Ladungswechselverluste drastisch reduziert, außerdem führt die höhere Einströmgeschwindigkeit zu einer besseren Durchmischung des Benzin-Luft-Gemisches im Zylinder. Dadurch ist der Benzinverbrauch um etwa 10 % (BMW-Angabe) geringer als bei herkömmlichen Motoren.